# Westruther
Westruther ist eine Ortschaft in der schottischen Council Area Scottish Borders beziehungsweise der traditionellen Grafschaft Berwickshire. Sie liegt rund elf Kilometer östlich von Lauder vor der Südflanke der Lammermuir Hills. Unweit entspringt das Blackadder Water.

## Geschichte
In der Umgebung von Westruther sind drei Herrenhäuser von Bedeutung. Bassendean House stammt aus dem 17. Jahrhundert und zählt zu den Besitztümern des Clans Home. Das 1939 abgebrochene Spottiswoode House ging auf ein Tower House zurück. Es war Sitz der regional einflussreichen Familie Spottiswoode. Wedderlie House geht vermutlich auf das späte 16. Jahrhundert zurück. Am Standort befand sich zuvor jedoch vermutlich ein Wehrbau.
Im Jahre 1649 erhielt Westruther mit der heutigen Westruther Old Parish Church eine eigene Kirche. Das im Ortszentrum gelegene Gebäude ist heute nur noch als Ruine erhalten. 1838 wurde ein neues Kirchengebäude errichtet.
Im Rahmen der Zensuserhebung 1991 wurden in Westruther 225 Einwohner gezählt.

## Verkehr
In einer dünnbesiedelten Region Schottlands gelegen, ist Westruther nur schlecht an das Straßennetz angebunden. Die kleine B6456 bildet die Hauptverkehrsstraße der Ortschaft. Im Südwesten ist die A697 (Coldstream–Oxton) innerhalb weniger Kilometer erreichbar.